# 85217 Bilzingsleben
85217 Bilzingsleben este un asteroid din centura principală de asteroizi.

## Descriere
85217 Bilzingsleben este un asteroid din centura principală de asteroizi. A fost descoperit pe 31 octombrie 1992 la Tautenburg de Freimut Börngen. Asteroidul prezintă o orbită caracterizată de o semiaxă mare de 2,20 ua, o excentricitate de 0,21 și o înclinație de 2,3° în raport cu ecliptica.